# Серпуховська (станція метро)
55°43′41″ пн. ш. 37°37′28″ сх. д. / 55.72806° пн. ш. 37.62444° сх. д.
«Серпуховська́» (рос. Серпуховская) — станція Серпуховсько-Тимірязєвської лінії Московського метрополітену. Відкрита у складі черги «Серпуховська» — «Південна» 8 листопада 1983 року.

## Оздоблення
Колійні стіни станції оздоблені білим мармуром, пілони — мармуром «газган» теплих тонів з металевими вставками. Досить аскетичне художнє оздоблення присвячено стародавнім містам Підмосков'я, в першу чергу — Серпухову (художник Л. Новикова, скульптор Т. Б. Таборовський).
Центральний зал спочатку освітлювався особливою оптичною системою — прикріпленою під стелею поздовжньою трубою (завдовжки 60 метрів, діаметром 0,625 метра) зі щілинними світловодами всередині.
Проте, коли спеціально сконструйовані унікальні лампи у світловоді вийшли з ладу, а нові виготовити з якоїсь причини не вдалося. У підсумку станцію стали освітлювати звичайними люмінесцентними лампами, укріпленими на пілонах, а унікальний світловод ще кілька років висів під стелею, збираючи пил і відкидаючи брудні тіні на склепіння центрального залу. 2 березня 2006] світлотовод було демонтовано, а на місці чотирьох технологічних кубів пізніше було встановлено невеликі галогенові світильники високої потужності.

## Технічна характеристика
Конструкція станції —  пілонна трисклепінна (глибина закладення — 43 м).

## Вестибюлі й пересадки
Вихід у місто здійснюється через невеликий підземний вестибюль у підземний перехід під Великою Серпуховською вулицею. Також вестибюль забезпечує доступ до вулиць Люсіновської і Щипок, до Стремянного і Строченовського провулків. У безпосередній близькості від виходу зі станції розташовані Інститут хірургії імені О. В. Вишневського, Російський економічний університет імені Г. В. Плеханова і церква Вознесіння Господнього на Серпуховській.
У північному торці залу розташовано чотиристрічковий ескалаторний перехід на станцію «Добринінська» Кільцевої лінії.

### Пересадки
- Метростанцію  «Добринінська»
- Автобуси: м9, м86, м90, с920, с932, Б, н8

## Колійний розвиток

Схема колійного розвитку станції «Серпуховська»

Станція з колійним розвитком — 3 стрілочні переводи і 1 станційна колія для обороту та відстою рухомого складу, що переходить у ССГ з Замоскворіцькою, Калузько-Ризькою і Серпуховсько-Тимірязєвською лініями.